# Ildebrando

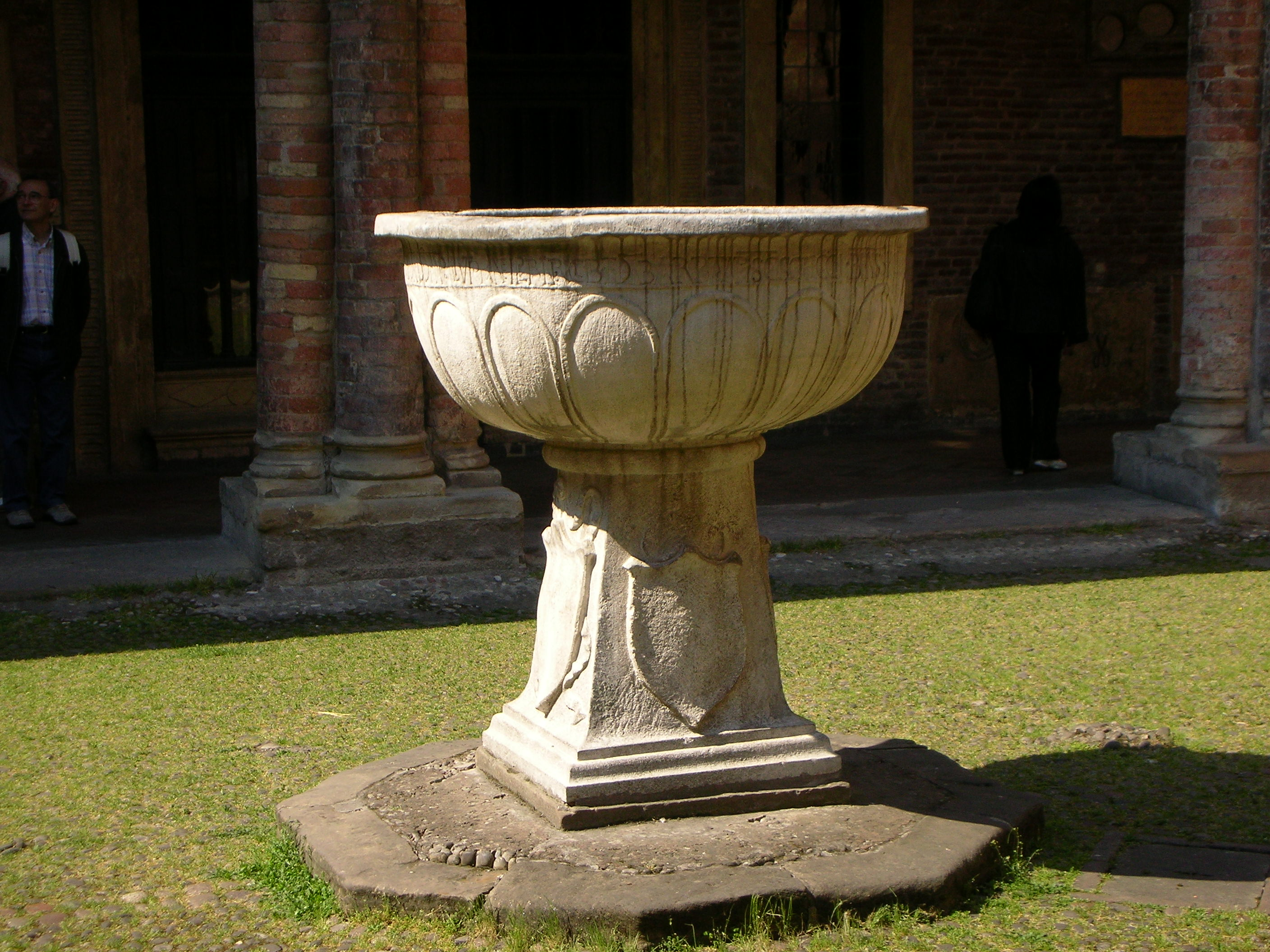
Il cosiddetto Catino di Pilato nella chiesa di Santo Stefano a Bologna, che reca un'iscrizione di Liutprando e Ilprando

Ildebrando (o Ildeprando o Ilprando; 710 circa – post 744?) è stato re dei Longobardi e re d'Italia nel 744.

## Biografia
Figlio del duca di Asti Sigiprando e nipote di Liutprando, intorno al 732 riuscì, insieme al duca di Vicenza Peredeo, a espugnare Ravenna. La conquista, che sembrava preludere all'unificazione dell'intera Italia sotto la corona longobarda, si rivelò però effimera: dopo breve tempo la flotta di Venezia, chiamata in aiuto dall'esarca Eutichio e da papa Gregorio III, riportò la capitale dell'Esarcato sotto l'autorità bizantina. Peredeo cadde e Ildebrando fu fatto prigioniero, ridando slancio ai bizantini tanto che il duca bizantino di Perugia, Agatone, tentò la riconquista di Bologna, ma venne duramente sconfitto dall'esercito longobardo.
Nel 737 fu associato al trono per iniziativa della nobiltà longobarda, in occasione di una grave malattia del suo predecessore. Secondo quanto riferisce Paolo Diacono, Liutprando, ristabilito, reagì dapprima infuriandosi, ma poi riconoscendo la necessità di quell'atto per garantire una successione pacifica (non avendo figli maschi ed accettando il nipote come erede).
Dopo la morte di Liutprando, nel 744 fu eletto re a Pavia, presso la chiesa di Santa Maria alle Pertiche davanti all'esercito in armi, tuttavia regnò per otto mesi (da gennaio ad agosto), prima di essere deposto da quella parte dei duchi che miravano all'autonomia dei propri domini e a una politica di pace verso Roma e Bisanzio. La deposizione di Ildebrando, figura comunque incolore, segnò una svolta nella politica longobarda, guidata sotto il lungo regno di Liutprando dall'espansionismo guerriero e dall'accentramento del potere. Al suo posto salì al trono Rachis, un suo cugino.